# Галактион (архиепископ Суздальский)
Архиепископ Галактион (2-я четверть XVI века — 2 июля 1609, Суздаль) — епископ Русской церкви, архиепископ Суздальский, Тарусский, Калужский и Шуйский.

## Биография
Происходил из духовенства.
Приблизительно с 1590 года — архимандрит Спасо-Преображенского монастыря в Казани.
Епископская хиротония состоялась между летом 1594 года (когда скончался его предшественник архиепископ Иона) и мартом 1595-го (самый ранний сохранившийся документ с упоминанием Галактиона в сане архиепископа).
За время управления Галактионом Суздальской епархией прекратился рост земельных владений кафедры.
Известно, что Галактион «обложи раки серебром великих святителей и чудотворцев Иоанна и Феодора, епископов Суздальских».
Принимал участие в политических событиях конца XVI — начала XVII века: подписал утвержденную грамоту 1598 года об избрании на царство Бориса Годунова, 18 марта 1604 года присутствовал на приёме у патриарха Иова в честь грузинских послов старца Кирилла и подьячего Саввы. При Лжедмитрии I входил в состав «совета его цесарской милости духовных и светских персон». Участвовал в чине бракосочетания самозванца и Марины Мнишек — принимал «бармы и диадему» вместе с Крутицким митрополитом у архимандритов «Владимирского и Спасского» монастырей, нёс эти регалии патриарху.
В российской историографии, начиная с Карамзина, существует мнение, что архиепископ Галактион был низложен сторонниками Лжедмитрия II в 1608 году и скончался в изгнании. Однако, согласно документам, прибывшие в Суздаль 14 октября 1608 года посланник Лжедмитрия II Первой Бекетов с товарищами привели к присяге жителей города: «И Суздальской архиепискуп Галахтион, и дворяне, и дети боярские, и посацкие люди, и монастырьские ко государю и великому князю Дмитрею Ивановичу всеа Руси с повинною послали».
По-видимому, архиепископ Галактион жаловался в Тушино на то, что польские и русские войска (бесчинствовавшие в Суздале и уезде до 1611 года) разоряют владения кафедры. Сохранилась грамота Лжедмитрия II Яну Сапеге от 24 января 1609 года с просьбой прекратить опустошение владений Суздальского архиепископа.
Скончался 2 июля 1609 года. Погребён в Суздальской соборной церкви Рождества Богородицы, «у правого столпа». Поминовение по нем в Суздале совершается 13 июля.